# لوران براديس
لوران براديس (بالفرنسية: Laurent Prades)‏ مواليد 19 يوليو 1968 في بوردو، هو لاعب كرة مضرب فرنسي سابق وكان يلعب باليد اليسرى. أعلى تصنيف له في الفردي كان المركز الـ 180 في سنة 1992. أعلى تصنيف له في الزوجي كان المركز الـ 341 في سنة 1990.

## النهائيات

### الفردي: (1)
| الرقم | السنة | الدورة            | الأرضية | المنافس في النهائي | النتيجة في النهائي |
| ----- | ----- | ----------------- | ------- | ------------------ | ------------------ |
| 1.    | 1991  | جرامودا، البرازيل | صلبة    | فرناندو روس        | 7–5, 6–7, 6–4      |

## روابط خارجية
- لوران براديس على موقع رابطة محترفي التنس (الإنجليزية)
- لوران براديس على موقع الاتحاد الدولي لكرة المضرب (الإنجليزية)
- لوران براديس على موقع خلاصة التنس.كوم (الإنجليزية)